# Nahal
Ne doit pas être confondu avec Brigade du Nahal.
Nahal (en hébreu : נח"ל) est l'acronyme de נוער חלוצי לוחם (Noar Halutzi Lohem, en français : Jeunesse pionnière combattante). Créé en 1948 par David Ben Gourion, le Nahal se réfère à un programme de l'armée israélienne (IDF) qui combine le service militaire et l'établissement de colonies agricoles, d'abord dans le territoire historique israélien jusqu'en juin 1967, puis dans les territoires occupés de Cisjordanie, de Gaza, du Sinaï ou du Golan, opérations illégales selon le droit international.
En 1982, à la suite de l'opération Paix en Galilée, le programme change ses objectifs et combine désormais le service militaire avec des projets d'aide sociale et d'éducation informelle (en), tels que les mouvements de jeunesse et ses groupes de soldats qui forment le noyau de la brigade d'infanterie du Nahal.

## Histoire

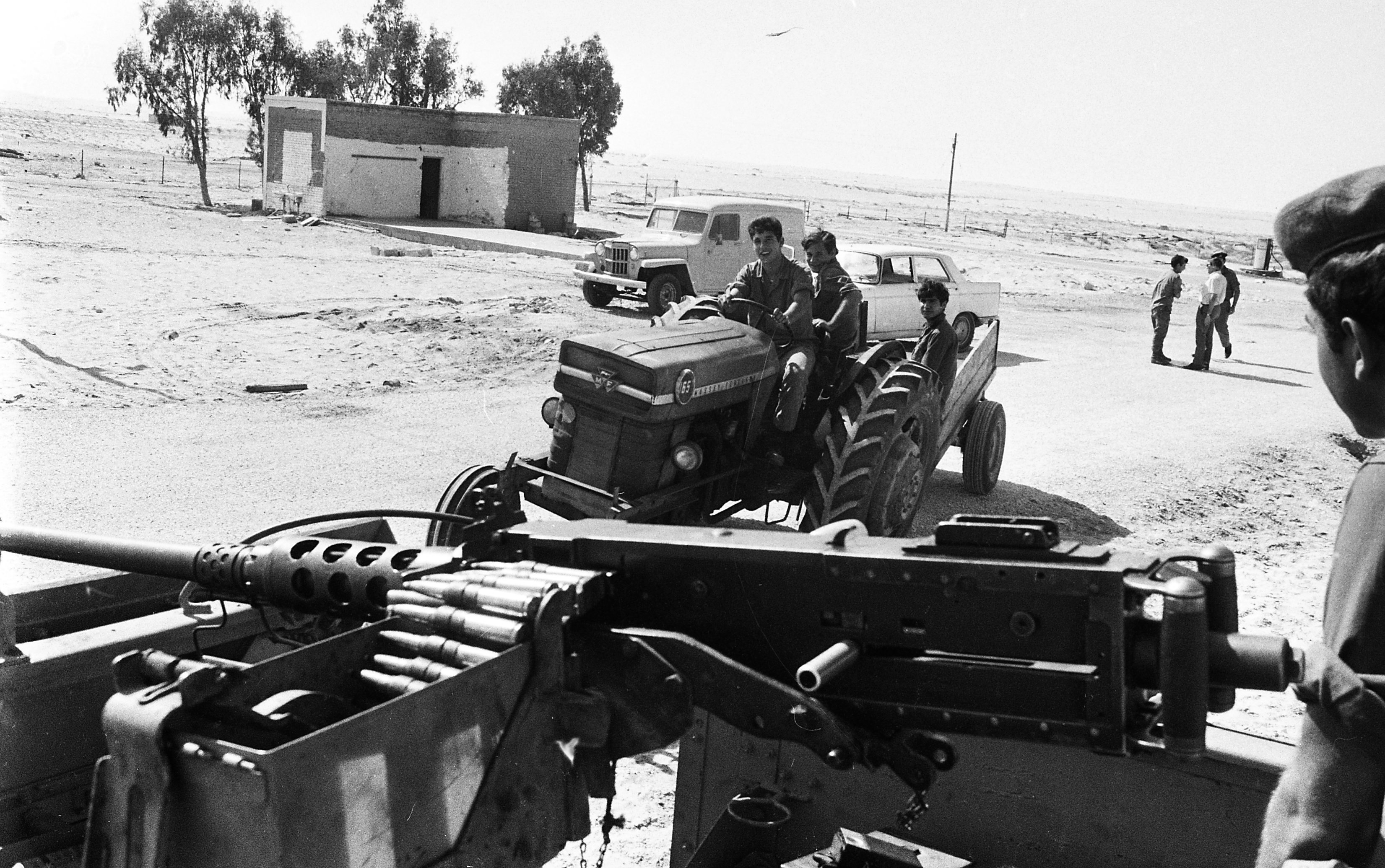
La colonie militaro-agricole de, dans le Sinaï égyptien occupé, 1969.

En 1948, un groupe de pionniers (en hébreu : gar'in) écrit au Premier ministre David Ben Gourion, demandant que ses membres soient autorisés à faire leur service militaire en tant que groupe plutôt que d'être divisés en différentes unités au hasard. En réponse à cette lettre, Ben Gourion créé le programme Nahal, qui combine le service militaire et l'agriculture.

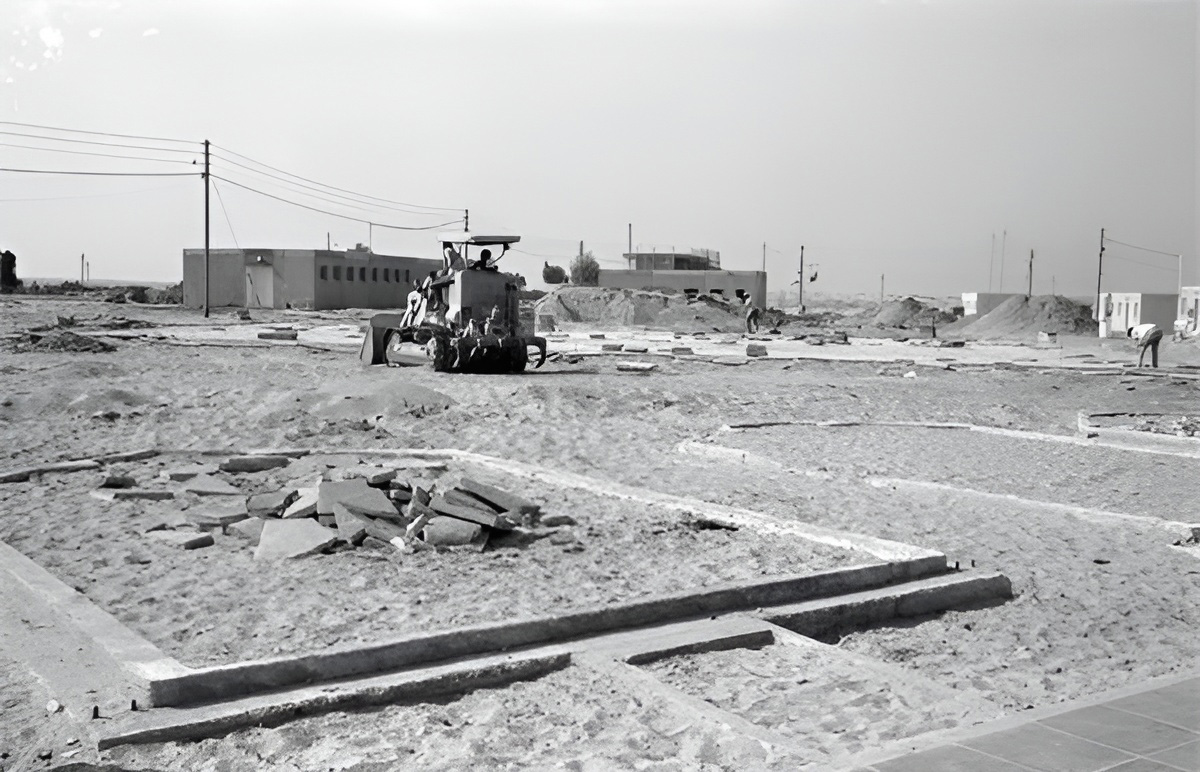
Construction par le Nahal de la colonie israélienne de Netzarim, dans la bande de Gaza, novembre 1972.

108 kibboutzim et moshavims sont créés par le Nahal, dont beaucoup à la frontière israélienne. Les colonies illégales organisées par le Nahal, en Cisjordanie occupée, dans la vallée du Jourdain et l'Arabah, ont joué un rôle important dans la décision de la Jordanie de ne pas se joindre aux autres pays arabes pour attaquer Israël pendant la guerre du Kippour.

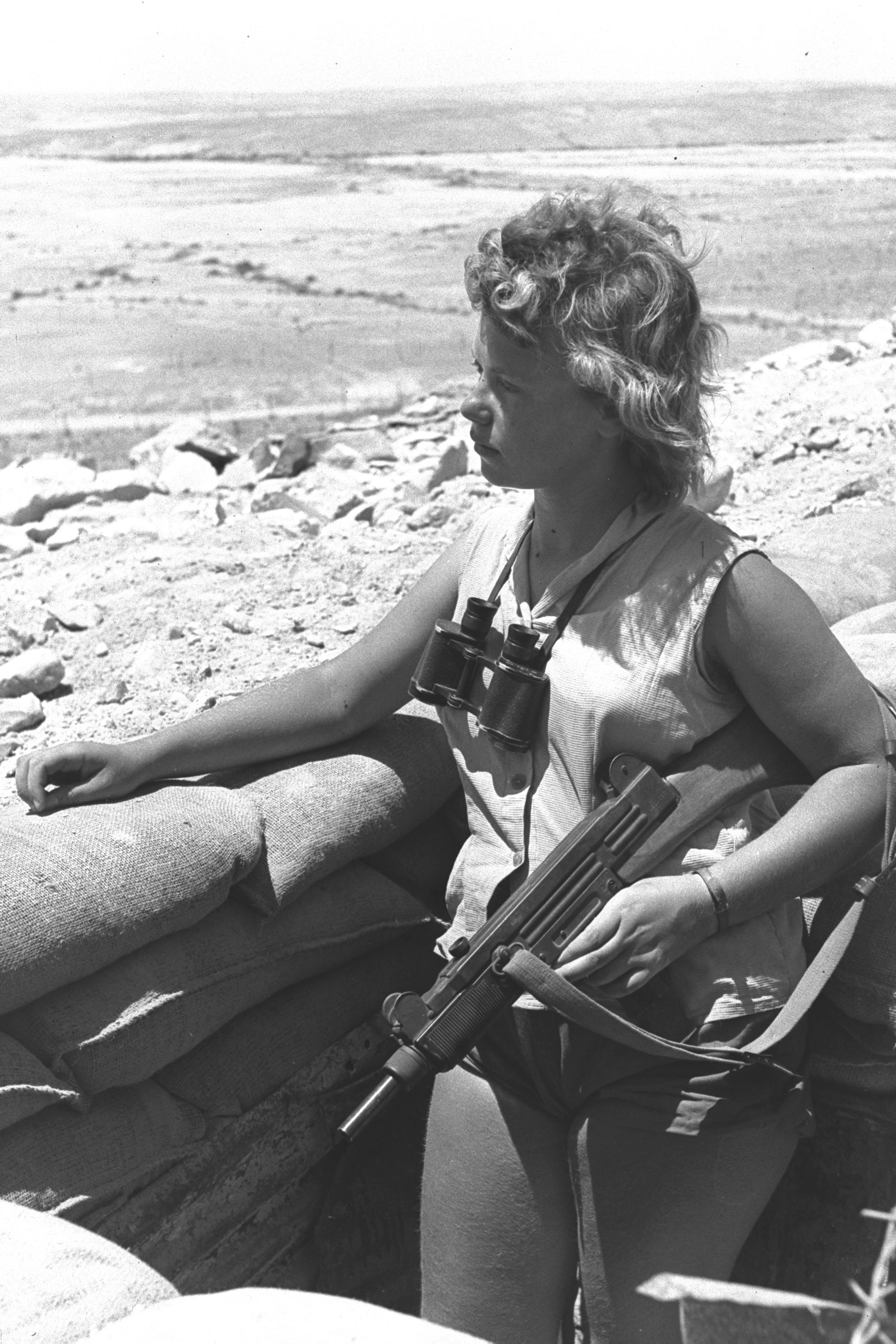
Une jeune femme du Nahal assurant la surveillance pendant la construction d'un avant-poste dans le Néguev (1956).

Les membres du Nahal, connus sous le nom de garinei Nahal (en français : graines de Nahal), servent ensemble dans diverses unités de l'armée, notamment dans le célèbre bataillon Nahal Mutznakh au sein de la brigade Parachutiste (en), dont le bataillon de réserve a contribué à la victoire israélienne lors de la bataille de Jérusalem, pendant la guerre des Six Jours. 
De nombreuses colonies fondées par des unités du Nahal en Galilée, dans le Néguev et en Cisjordanie occupée, continuent de nos jours à prospérer. Les colonies anciennement situées dans la péninsule du Sinaï et dans la bande de Gaza n'existent plus, depuis les accords de paix entre Israël et l’Égypte, et depuis le retrait de Gaza par les Israéliens en 2005. 

## Nahal et le commandement de la jeunesse

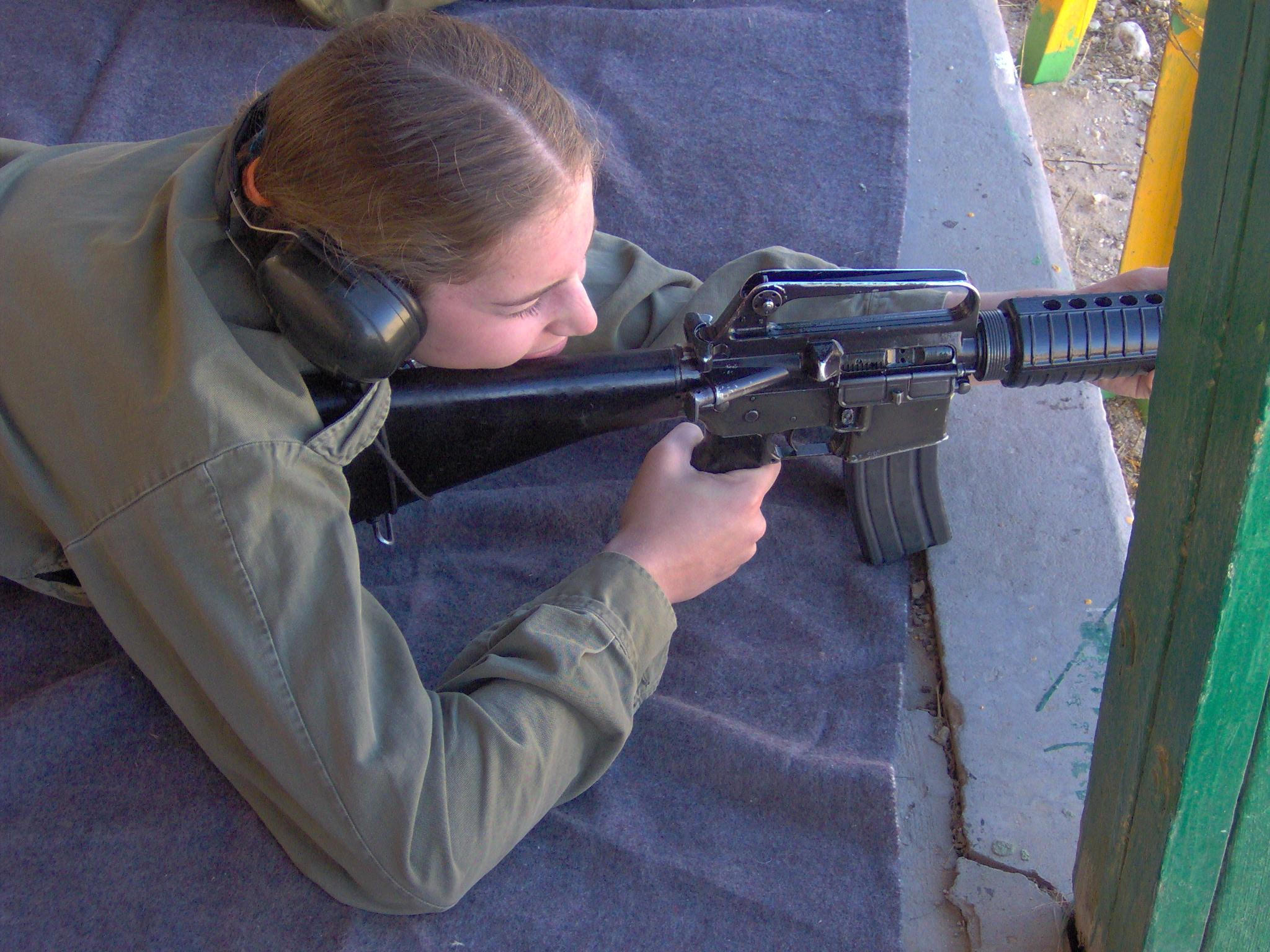
Une jeune fille (13-14 ans) s'entraînant au tir dans un bataillon Gadna.

De nos jours, il existe deux unités distinctes portant la tradition historique et le nom du Nahal. La première est un grand commandement, appartenant au Corps d'éducation de la jeunesse de Tsahal (en), dont la principale responsabilité est d'organiser et de coordonner les programmes et les activités volontaires qui ont fait la renommée du Nahal, dans les années 1950 à 1970. Ce commandement a une équipe complète d'officiers d'éducation et de soldats ; il  parraine également d'autres initiatives telles que le Gadna (hé. גדודי נוער עברי, bataillons de jeunesse hébraïque), une initiation facultative à l'armée pour les lycéens de fin de cycle secondaire, durant une semaine, au cours de laquelle ils apprennent l'histoire, les traditions et les procédures de l'arme qu'ils s'apprêtent à rejoindre à l'âge de dix-huit ans lors de leur période obligatoire de service militaire.La deuxième unité est la brigade d'infanterie créé en 1982.  

## Le groupe de musique du Nahal
Lahakat HaNahal, le groupe de musique du Nahal, est une formation de musique militaire réputée pour ses chansons traditionnelles et relatives à Eretz Israel (en français : Terre d'Israël). De nombreux chanteurs et artistes israéliens ont commencé leur carrière dans ce groupe de musique et parmi eux Tuvia Tzafir (en), Naomi Polani et Gidi Gov (en).
Le groupe est apparu dans la telenovela HaShir Shelanu (en).

## La brigade d’infanterie du Nahal
La brigade du Nahal est formée en 1982, à partir des troupes du bataillon Nahal Mutznakh, en raison du besoin croissant de militaires d'infanterie, à la suite de l'intervention militaire au Liban.

## Reconnaissance
En 1984, le Nahal reçoit de la part de , le prix Israël, pour sa contribution spéciale à la société et à l'État d'Israël.

## Source de la traduction
- (en) Cet article est partiellement ou en totalité issu de l’article de Wikipédia en anglais intitulé « Nahal » (voir la liste des auteurs).